# Аврамов, Роман Петков
Рома́н Пе́тков Авра́мов (болг. Роман Петков Аврамов, он же Роман Петрович Аврамов, Р. Абрамов, Р. Петров; 3 декабря 1882, Свиштов, Болгария — 8 января 1938, Москва, СССР) — болгарский и российский революционер, журналист и переводчик, советский деятель внешней торговли, дипломат, торгпред.
Родился в 1882 году в болгарском Свиштове. В 1898 году в возрасте 16 лет вступил в Болгарскую рабочую социал-демократическую партию. В 1900 году уехал в Женеву, где был членом группы «Освобождение труда» Г. В. Плеханова. В 1901—1902 годах в Берлине входил в группу содействия изданию газеты «Искра». В то же самое время в Женеве лично познакомился с В. И. Лениным и Н. К. Крупской. В 1903 году перешёл во фракцию «тесных социалистов», а после II съезда РСДРП примкнул к большевикам. В 1904 году окончил Женевский университет. В 1904—1905 годах был секретарем комитета заграничных организаций большевиков в Берлине и Женеве. В 1905 году стал членом редакционной коллегии партиздательства «Demos» в Женеве, а затем в Берлине. Активно публиковался в партийных изданиях, обеспечивал болгарскими паспортами большевиков, в том числе Ленина и Крупскую. В 1905 году стал агентом большевистского ЦК за границей и членом хозяйственной комиссии при ЦК РСДРП. В 1906 году примкнул к Болгарскому социал-демократическому союзу «Пролетарий».
В годы первой русской революции занимался сохранением партийного архива, а также пытался снабжать большевиков оружием. В 1907 году после поражения революции первым встретил Ленина и Крупскую при их приезде в Берлин. В том же году был делегатом V съезда РСДРП в Лондоне, где впервые встретился с М. Горьким, с которым тесно сдружился на ниве издательского дела. В 1910 году вернулся в Болгарию, поступил на военную службу, дослужился до капитана. Продолжив поддерживать связи с революционерами, в 1911 году примкнул к «широким социалистам». В 1912 году принял участие в Балканской войне, а в 1915—1918 годах — в Первой мировой войны. В 1917 году возобновил связи с большевиками и в том же году в составе болгарской делегации участвовал Брестских переговорах в Петрограде, где неоднократно встречался с Лениным. В 1920 году вступил в Болгарскую коммунистическую партию.
После установления советской власти в России работал в торговых учреждениях за границей. В 1921 году стал работником торгпредства в Берлине, в 1921—1924 годах был директором-распорядителем акционерного общества «Экспортхлеб». В 1925 году стал членом РКП(б), в дальнейшем — ВКП(б). В 1925—1929 занимал пост заместителя торгового представителя СССР в Париже, а затем в Берлине. В 1925 году исполнял обязанности торгпреда в Германии, а в 1926 году являлся председателем правления и директором-распорядителем торгового акционерного общества «Arcos» в Лондоне. В 1927 году стал сотрудником народного комиссариата торговли СССР, а в 1928 году перевёлся в Москву на хозяйственную работу. В 1930—1937 годах был управляющим Всесоюзным трестом «Хлебострой», награждён орденом Ленина. В 1938 году репрессирован и расстрелян в возрасте 55 лет. В 1956 году реабилитирован.

## Биография

### Молодые годы, начало политической деятельности
Роман Петков Аврамов родился 3 декабря 1882 года в Систово, позднее — Свиштов. По национальности — болгарин. Из купеческой семьи, отец — миллионер-хлеботорговец. Сестра — Мила (род. в 1885), брат — Искыр (род. в 1889).
В юности зачитывался произведениями Д. И. Писарева, Н. А. Добролюбова, Н. Г. Чернышевского и П. Л. Лаврова, под влиянием которых начал участвовать в революционной деятельности. В 1898 году в возрасте 16 лет вступил в Болгарскую рабочую социал-демократическую партию. Учился в Систово и Русе, но был исключён из гимназии за участие в социалистическом движении и закончил курс в Софии.
В 1900 году уехал в «социалистическую Мекку» — в Женеву, где продолжил учёбу и начал изучать право в Женевском университете. В 1904 году окончил университет, получив высшее юридическое образование.

### В революционном движении
«Появление образцовой русской газеты „Искра“ означает победу марксизма и поражение оппортунизма в России».
В начале 1900-х годов присоединился к марксистскому движению и вступил в группу «Освобождение труда», созданную Г. В. Плехановым в Женеве. Во время нахождения за рубежом активно участвовал в социал-демократической деятельности групп болгарских студентов в частности, так и российских революционеров в целом. В 1901—1902 годах входил в группу содействия изданию газеты «Искра» в Берлине, где активно публиковался, будучи её сотрудником и журналистом. Примерно в это же время в Женеве впервые встретился с В. И. Лениным, вступил с ним в дружеские отношения. Помогал русским политическим эмигрантам получать болгарские паспорта и лично передал Ленину соответствующий документ на имя доктора Иордана Иорданова, по которому тот жил в Мюнхене в 1901—1902 годах вместе с супругой Н. К. Крупской под именем жены Марицы.
В 1903 году перешёл во фракцию «тесных социалистов». В том же году после II съезда РСДРП примкнул к большевикам, вступив в партию; позднее он объяснял это влиянием книги Ленина «Что делать?». Был привлечён Лениным к работе в большевистских организациях, став членом Женевской группы содействия РСДРП и одним из организаторов Берлинской 1-й (большевистской) группы содействия РСДРП, где вёл борьбу с меньшевиками. В 1904 году принял участие в совещании 22-х большевиков под руководством Ленина, на котором было принято воззвание о разрешении кризиса в партии путём перехода на сторону большинства. В 1904—1905 годах был секретарем комитета заграничных организаций большевиков в Берлине и Женеве. Вместе с О. А. Пятницким, С. Г. Шаумяном и В. Ф. Гориным-Галкиным входил в руководящее ядро местной группы и обеспечил в ней победу большевистского направления.
В 1905 году стал агентом большевистского ЦК за границей, а также членом хозяйственной комиссии при ЦК РСДРП. Вместе с Крупской начал выпускать бюллетень заграничной организации. Активно участвовал в переправке нелегальной марксистской литературы в Россию и ведал соответствующим транспортом. До 1905 года находился в среде «тесных социалистов», а в 1906 году стал членом Болгарского социал-демократического союза «Пролетарий». Занимался установлением связей между русскими, болгарскими и македонскими революционерами; играл большую роль в установлении их отношений с большевиками и лично Лениным, информируя того о развитии рабочего движения в Болгарии, став вообще первым человеком в таком качестве. Поддерживал связи с болгарскими товарищами, получал от них информацию о происходящем на родине, газету «Работнически вестник» и журнал «Ново време», в котором активно публиковался и был последовательным пропагандистом идей Ленина. Так, в частности, освещал события ростовской стачки 1902 года, отметив, что она засвидетельствовала рост русской социал-демократии как силы уничтожающей царизм — врага народов России и Болгарии. Снабжал болгарской литературой своих большевистских товарищей, параллельно же информировал болгарских социал-демократов о деятельности Ленина, посылал им соответствующую литературу. Под псевдонимом «Кэмпфер» (по-немецки — «Борец») публиковался в болгарских революционных изданиях, где отражал взгляды российских социал-демократов «из лагеря Ленина». Среди партийцев был известен как Р. Абрамов, или под псевдонимом — Р. Петров.
В годы первой русской революции как член хозкомиссии оказывал содействие ЦК в его заграничной работе и вместе с Е. Д. Стасовой занимался сохранением партийного архива после отъезда Ленина в Россию в 1905 году. На денежные средства, полученные на своё имя от продажи книг партиздательства, вместе с Б. С. Стомоняковым закупал в Бельгии оружие (винтовки и револьверы с патронами), которое под руководством деятелей боевой организации партии М. М. Литвинова и С. А. Тер-Петросяна планировалось перевезти на яхте «Зора» из Варны через Болгарию в Россию для нужд революционеров, однако операция сорвалась по причине гибели судна во время шторма. В 1907 году после поражения революции первым встретил Ленина и Крупскую при приезде в Берлин и обеспечивал их безопасность до выезда в Женеву. В числе других болгарских делегатов присутствовал на Штутгартском (1907) и Копенгагенском (1910) конгрессах II Интернационала, где его отличная от товарищей позиция была поддержана Лениным.

### Издательская работа
«Поддержать дух у них [рабочих], укрепить в них веру в то, что тяжёлое поражение недавнего движения было только необходимым эпизодом в большой, великой — в общем и целом победоносной — борьбе; соединить опять рабочих в одно целое с одним сердцем — может только тот, кто умеет любить и говорить именно сердцем рабочих. Это можете Вы».

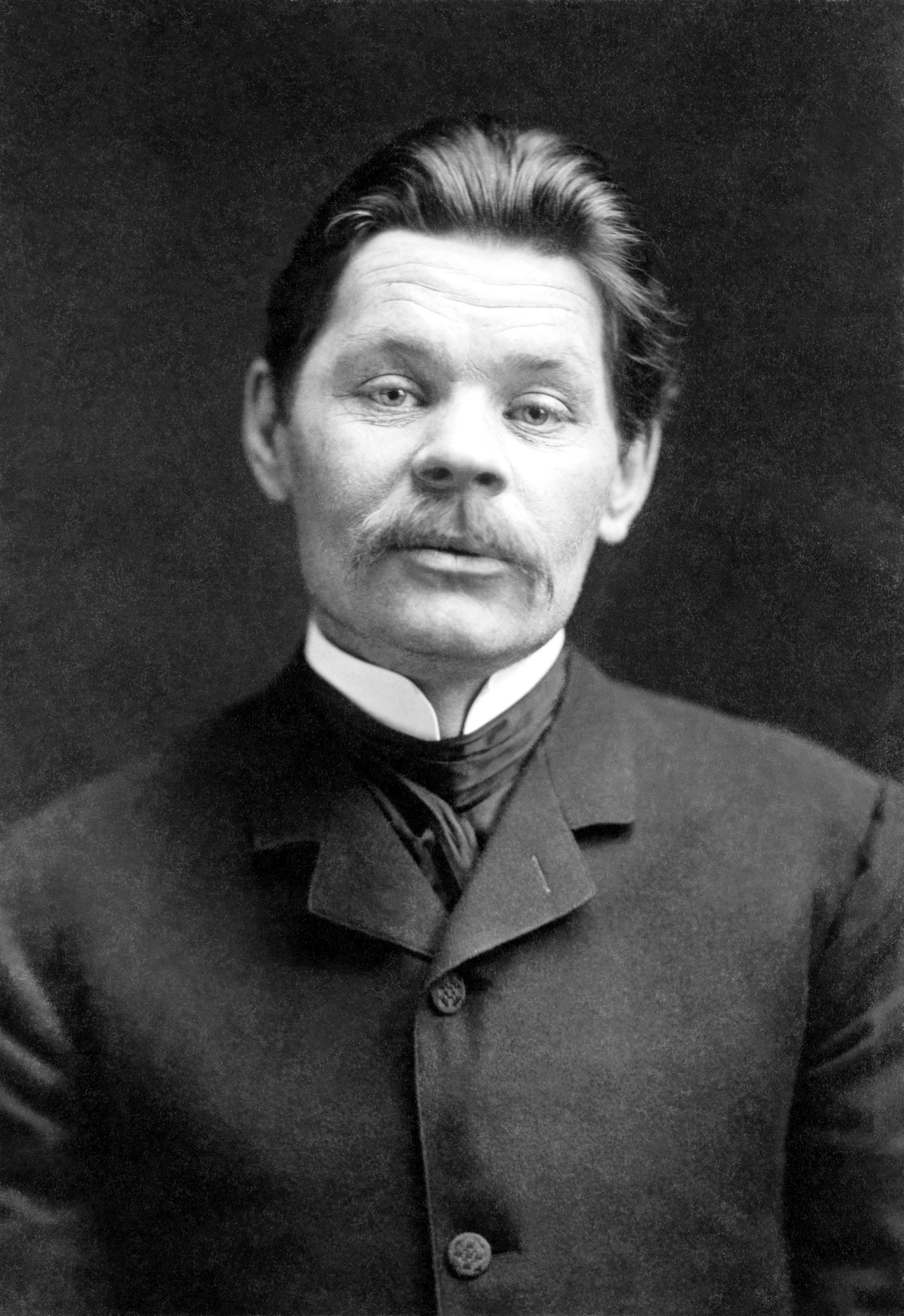
Максим Горький, ок. 1906 г.

Отвечал за партийное издательское дело. Состоял в редакциях большевистских газет «Вперёд» и «Пролетарий», где также печатался (при этом, редакция «Вперёд» размещалась в его собственной квартире). Выступил первым переводчиком с немецкого на русский работы Ф. Энгельса «Бакунисты за работой», изданной под редакцией Ленина отдельной брошюрой; также принимал участие в переиздании ленинских трудов. В 1905 году в Женеве стал членом редакционной коллегии издательства «Demos» под руководством И. П. Ладыжникова, которое было организовано ЦК партии по инициативе М. Горького для защиты авторских прав русских писателей, сгруппировавшихся вокруг издательства «Знание». В том же году издательство «Demos» под другим названием «Театральное книжное издательство И. П. Ладыжникова» было перенесено в Берлин, где просуществовало до 1913 года; Аврамов был его заведующим в 1906—1909 годах. C 1906 года выполнял в издательстве Ладыжникова функции политического обозревателя, владея несколькими иностранными языками: французским, немецким, английским, итальянским и румынским. В 1907 году пытался посодействовать публикации работы П. М. Рутенберга о Гапоне, но безрезультатно, так как автор в силу своего душевного состояния не желал более работать над рукописью.
Был знаком, переписывался с Д. Благоевым, Т. Петровым, Х. Кабакчиевым, Г. Бакаловым, Н. Харлаковым, К. Каутским, В. Адлером, А. Бебелем, К. Каутским, К. Либкнехтом, Р. Люксембург, Ф. Мерингом, Г. В. Плехановым, В. В. Воровским, А. В. Луначарским, М. Ф. Андреевой, В. Д. Бонч-Бруевичем. В 1907 году был делегатом V съезда РСДРП в Лондоне, где впервые встретился с Горьким. Впоследствии много лет переписывался, общался и встречался с писателем, вёл переговоры об издании его работ, отвечал за публикацию статей Горького в прессе. Он в свою очередь посылал Аврамову свои рукописи и интересовался его мнением насчёт них, а также узнавал о важных событиях в общественно-политической жизни Болгарии. Также Аврамов переводил на французский язык письма Горького Р. Роллану, участвовал в переговорах по поводу публикации издательством З. И. Гржебина полного собрания сочинений Горького, немало сделав для распространения за рубежом его произведений, вырученные средства от которых шли на революционную деятельность. Аврамов неоднократно упоминался в переписке Ладыжникова и Горького, писатель ценил дружбу с ним.
Неловко мне говорить Вам теперь о том, как они дороги сердцу всех тех, кому ясна назревшая необходимость пролетарской литературы, социалистической беллетристики. Неловко потому, что опять пришлось бы повторять то, что говорилось во многих частных разговорах и спорах: до сих пор единственно Вы дали возможность верить и думать, что уже появился большой поэт, который хочет и может — это самое главное — писать как рабочий для рабочих, как социалист для социалистов. Для меня эти рассказики — новый вклад в дело, начатое (в большом масштабе) «Матерью». Для меня эти рассказики — новый шаг к реализации давно лелеянной мечты многих. Пусть имя этих рассказов Ваших будет легион — современная жизнь говорит давно уже социалистическим языком; пора и литературе научиться этому языку. Какое будущее открывается перед теми, которые вовремя освоятся с этим языком!Аврамов в письме Горькому по поводу первых трёх рассказов из цикла «Сказки об Италии», 11 (24) марта 1911 года

### На болгарской военной и дипломатической службе
Жил с семьёй в Берлине, но в связи с болезнью жены в 1910 году с детьми вернулся в Болгарию. Поступив на военную службу, в 1910 году окончил школу прапорщиков. Служил офицером в болгарской армии, имел звание капитана. В 1911 году примкнул к «широким социалистам», продолжив поддерживать отношения с Лениным и большевиками; также продолжал переписываться с Горьким, которого видел своей связью с Россией, несмотря на то, что писатель тогда лечился в Италии и жил на острове Капри. В 1912 году принял участие в Балканской войне, писал Горькому письма с фронта. Во время Первой мировой войны был снова мобилизован в армию, где служил в 1915—1918 годах в тыловых частях. В промежутках (1911—1912, 1914—1915, 1919—1920 годы) торговал в хлебной фирме своего отца. В 1920 году (по другим данным — в 1921 году) вступил в Болгарскую коммунистическую партию.
В 1917 году во время пребывания в служебной командировке в Швеции возобновил связи с русскими большевиками, прерванные в военные годы войны. В том же году, благодаря знакомству с Лениным, был включён правительством царя Фердинанда в комиссии по обмену военнопленными и по экономическим вопросам под руководством графа Мирбаха, а затем в составе болгарской делегации послан в Петроград для участия в Брестских переговорах между Советской Россией и Центральными державами. Участвовал в урегулировании ряда экономических вопросов, в частности пробовал договориться о поставках в Болгарию дефицитных хлеба и керосина. Во время пребывания в Петрограде встречался и беседовал с Лениным, в общей сложности — три раза. Вскоре из-за «недопустимых отношений с большевиками» был отозван в Софию, где в 1918 году работал в управлении экономической безопасности Болгарии. Не оставив революционной деятельности в Болгарии, в 1920 году принял участие в организации «Свиштовской коммуны» и в результате победы на выборах стал одним из семи коммунистов — советников городской общины.

### В советской торговле
После Октябрьской революции и установления новой власти получил гражданство, а затем по рекомендации Ленина перешёл на дипломатическую работу в советских торговых учреждениях за границей. В 1921 году по просьбе наркома внешней торговли Л. Б. Красина, а также заместителя торгового представителя СССР в Германии Стомонякова и с разрешения ЦК БКП, выехал в Берлин, где устроился работником торгпредства. В том же году вместе с выпускником Высшего технического училища Брауншвейга инженером Ж. Спиваком владел технической конторой, якобы снабжавшей врангелевцев медицинскими инструментами; при участии Стомонякова помог получить тому советское гражданство и службу в берлинском торгпредстве. В 1921—1924 годах был директором-распорядителем акционерного общества «Экспортхлеб» в Берлине. В этом качестве участвовал в переговорах с крупными банками в Гамбурге и Берлине о получении кредита для финансирования сбора хлеба; в условиях торговой блокады сумел закупить в Румынии и отправить более 20 пароходов с зерном для ликвидации голода в Советской России. Оставшись и после 1917 года близким другом Горького, участвовал в организации помощи голодающим Поволжья, и вообще в антифашистском и антиимпериалистическом движении.
В 1924 году подал заявление в ЦК БКП и в 1925 году был переведён в члены РКП(б), в дальнейшем — ВКП(б). В 1925—1929 занимал пост заместителя торгового представителя СССР — сначала в Париже (Франция), а затем в Берлине. В 1925 году исполнял обязанности торгпреда в Германии, сменив умершего на посту В. В. Старкова. Как докладывал в центр, в Берлине за его сотрудниками была установлена слежка ГПУ, которое через учреждённое через чекистов общество «Промо» заключало параллельные договора с теми же фирмами, что и торгпредство, для того, чтобы «доказать переплату с нашей стороны на некоторых наших заказах». По линии торгпредства участвовал в работе берлинского журнала «Беседы», которым занимался Горький; в частности переводил некоторые произведения писателя, вёл деловую переписку с ним и рядом других авторов.
В 1926 году, после ареста А. А. Квятковского, одновременно стал председателем правления и директором-распорядителем торгового акционерного общества «Arcos» в Лондоне, где неофициально выполнял функции советского торгового представителя. Лично занимался размещением советских заказов в английских фирмах, тогда как британское правительство считало торговую деятельность организации прикрытием для шпионажа и пропаганды. В 1927 году сотрудники посольства и торгпредства были обвинены в «сеянии неудовольствия» и «разжигании мятежа», полиция заняла помещение общества «Arcos», а затем британская сторона в одностороннем порядке прекратила действие торгового соглашения с СССР и разорвала всяческие дипломатические отношения вообще. Сам Аврамов в это время путешествовал по Италии и хотел заехать к Горькому в Сорренто, но был вынужден срочно вернуться в Англию.
В 1927 году стал сотрудником народного комиссариата торговли СССР, а в 1928 году перевёлся в Москву на хозяйственную работу, поступив в народный комиссариат снабжения. В 1930—1937 годах находился на посту управляющего Всесоюзным трестом «Хлебострой», отвечавшего за проектирование, строительство и монтаж предприятий хлебопекарной промышленности. Был награждён орденом Ленина «за заслуги перед Коммунистической партией и Советским государством». Это была его последняя должность.
На протяжении всей моей сознательной жизни Вы были для меня — другого я не встречал — тем единственным экземпляром вида «homo sapiens», который самым фактом своего существования доказывал, что человек — это действительно звучит гордо и что человек — это действительно замечательная, прекрасная и хорошая в конце концов штука. С момента… издания совместно с И. П. Ладыжникова в Берлине Вашей повести «Мать» я полюбил Вас навсегда, как нашего человека, как человека — вожака рабочих и вообще трудящихся и с тех пор любовь к Вам и вера в Вас… только росла… Пусть сердце Ваше, которым Вы наподобие Данко в «Старухе Изергиль» освещали путь борющихся в течение 40 лет, долго, долго останется их руководящих светильником…Аврамов в письме Горькому по поводу 40-летия его творческой деятельности, 10 ноября 1932 года

### Гибель
27 августа 1937 года арестован, став жертвой массовых репрессий и культа личности. Во время следствия подвергался пыткам. 8 января 1938 года осуждён Военной коллегией Верховного суда СССР и приговорён к расстрелу по обвинению в участии в «антисоветской террористической и диверсионно-вредительской организации» по статьям 58-1-а, 58-7, 58-11, 17-58-8 Уголовного кодекса РСФСР. Расстрелян в тот же день на полигоне Коммунарка, где и был захоронен. Аврамову было 55 лет. 28 января 1956 года реабилитирован определением ВКВС СССР.

## Личная жизнь
Первая жена — Ольга Николаевна (урожд. Ермолина), русская, работала в немецком отделении издательства Ладыжникова. Четыре дочери — Ольга, Нина, Татьяна и Людмила.
Вторая жена как член семьи изменника Родины была осуждена и более 17 лет провела в лагерях, отбыв в том числе 8-летний срок в Акмолинском лагере на тяжёлых работах. Сын — Леонид (род. 28 февраля 1933), в четыре года оказался в детском доме в Сибири, где пережил Великую Отечественную войну; в дальнейшем окончил Московский медицинский институт, стал врачом-реаниматологом (в 1982 году удостоен звания почётного гражданина Свиштова во время своего визита в город по случаю 100-летия со дня рождения отца).

## Память
Долгое время имени Аврамова не уделялось достаточного интереса со стороны советских и болгарских исследователей, несмотря на его крупную роль как в жизни Горького, так и в деятельности революционного движения вообще. Впоследствии стали широко известны его воспоминания «Три встречи с В. И. Лениным», являющиеся отрывками из автобиографии. В 1981 году ЦСДФ был снят документальный фильм об Аврамове. Так как до ареста проживал в 9-й квартире дома № 2 по 2-му Колобовскому перелку в Москве, в 1984 году там была установлена мемориальная доска (арх. И. Дамянова) из бронзы с изображением гвоздики и текстом: «В этом доме с 1928 года по 1937 год жил известный болгарский революционер-интернационалист Роман Аврамов». Сведения о репрессиях на ней не указаны.